# Chantiers aéronavals Étienne Romano

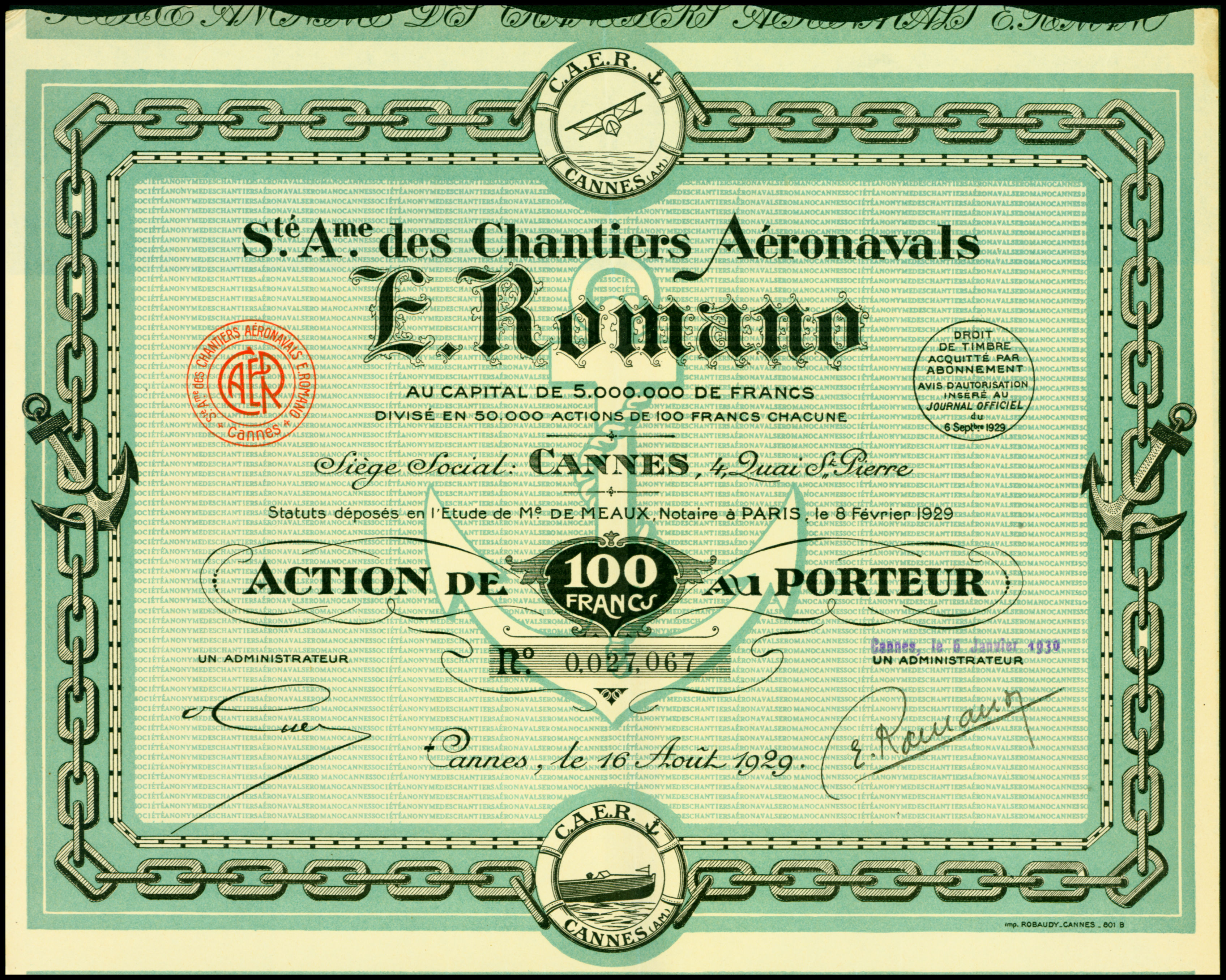
Action de la SA des Chantiers aéronavals Étienne Romano en date du 16 août 1929

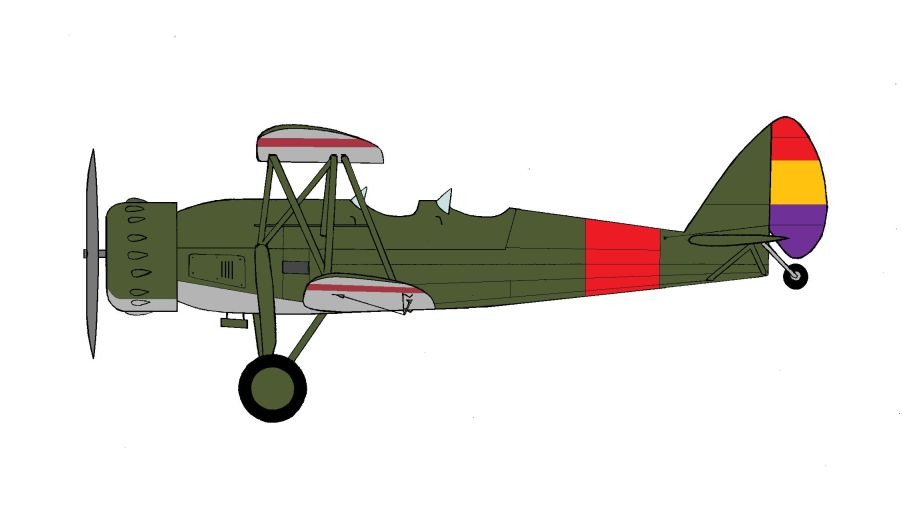
Romano R.80 des Forces aériennes de la République espagnole (1937)

Chantiers aéronavals Étienne Romano est un constructeur aéronautique français de l'entre-deux-guerres.

## Historique
Le 16 août 1929, André Auniac et Étienne Romano créent la SA des Chantiers aéronavals Étienne Romano, une usine de construction d'aéronefs, avions et hydravions, sur la commune de Cannes. 
La construction de l'usine, un grand bâtiment rectangulaire, qui abritait encore en 1998 la chaîne des cases à équipements des missiles stratégiques de la Force de Dissuasion, débute en 1930 nécessitant des fondations spéciales. Idéalement située entre la mer et une piste en herbe, qui deviendra l'aérodrome de Cannes Mandelieu, l'usine est mise en service au milieu de l'année 1931, avec le maintien des activités navales (fabrication, entretien, gardiennage) et l'entretien d'avions pour la Marine : CAMS, Levasseur, Farman Goliath, LeO 20, MS 130, MS 230. Romano va construire des dizaines d'avions et hydravions Romano pour l'armée de l'air et la marine, jusqu'à la Guerre. Le Romano 80 de voltige est construit à 190 exemplaires et exporté en Espagne.

## Fin de l'entreprise
Le 11 août 1936, en résultat de la nationalisation par le Front populaire des entreprises travaillant dans les activités militaires, les CAER sont nationalisés et intégrés à la Société nationale des constructions aéronautiques du sud-est (SNCASE),.

Bien que les établissements Romano, devenu SNCASE Cannes, passent sous la direction de la SNCASE Marignane et de l’administrateur du groupe SNCASE la direction reste initialement inchangée conservant à sa tête ses fondateurs qui deviennent, pour l’occasion, membres du conseil d’administration :
- André Auniac nommé au conseil d’administration de la SNCASE.
- Étienne Romano nommé directeur des établissements du sud ; mais en désaccord avec le gouvernement, il démissionne en décembre 1937 non sans avoir auparavant lancé la fabrication de deux derniers prototypes.

Si c’est au gouvernement de Léon Blum que doit être attribuée la nationalisation des établissements Romano, celle-ci semble avoir été envisagée de longue date. Les archives révèlent que la déclaration d’utilité publique des terrains sur lesquels se situe l’usine remonte à 1932. Ce qui n’avait pas manqué de susciter la critique d’Étienne Romano, celui-ci affirmant que comme lui avait confirmé le ministre de l’Air son terrain ne pouvait être frappé d’expropriation. Manifestement ces promesses n’ont pas survécu au changement de gouvernement.

En plus de l’expropriation des immeubles qui ont été évalués à 2 300 000 Francs,  l’état se porte acquéreur des installations, du matériel et des stocks et de 75% des parts de la société. Cette nationalisation ne semble pas entraîner de conséquences immédiates sur l’effectif de l’entreprise, ni sur leur nombre, estimé à environ 245 personnes (dont 200 ouvriers), ni sur leur cadence. Au passage de la nationalisation l’usine continuant la production des avions Romano R80.

Cette nationalisation arrive à point nommé. En effet la mairie de Cannes se rend compte que les chantiers Romano occupent certains terrains de la Siagne sans droit ni titre ! En effet l’acte d’aliénation de ces terrains n’avait pas été signé par Étienne Romano, causant une irrégularité qui ne nécessite plus de régularisation à la suite de la nationalisation de l’entreprise.

De plus, la nationalisation des chantiers Romano sera complétée par celle de l’aéroport Cannes-Mandelieu.
L'acte d'expropriation en date du 16 avril 1937, signé du préfet des Alpes-Maritimes, Henry Mouchet, fait référence au Décret du 18 février 1937 portant expropriation d'un établissement industriel, signé du président de la République, Albert Lebrun ; du président du Conseil, Léon Blum ; du ministre de la Défense nationale et de la Guerre, Édouard Daladier ; du ministre de l'Air, Pierre Cot ; du ministre de la Marine, Alphonse Gasnier-Duparc. Il précise qu'est exproprié au profit de l'État (ministère de l'Air), l'aérodrome de Cannes utilisé par la société des Chantiers Aéro-Navals E. Romano pour la fabrication des matériels de guerre. L'acte liste les parcelles de terrain concernées par l'entreprise ainsi que des parcelles annexes appartenant à Mme Xavier Bourely et aux époux Dalmasso. 
En 1939, après le départ d'Étienne Romano, le siège de la société est transféré à Paris, 18-20 place de la Madeleine, siège de la Société Anglo-Française]Auniac-Guinness avec un bureau cannois au 3 square Mérimée.

## Liste des appareils
- R.3
- R.4
- R.5
- R.6
- R.15
- R.16
- R.80[8]
- R.82
- R.83
- R.90
- R.92
- R.110
- R.120